# Caularis
Caularis is een geslacht van vlinders van de familie Uilen (Noctuidae), uit de onderfamilie Agaristinae.

## Soorten
- C. jamaicensis Todd, 1966
- C. lunata Hampson, 1904
- C. undulans Walker, 1857
- C. zikani Schaus, 1933